# 二段式宇宙輸送機

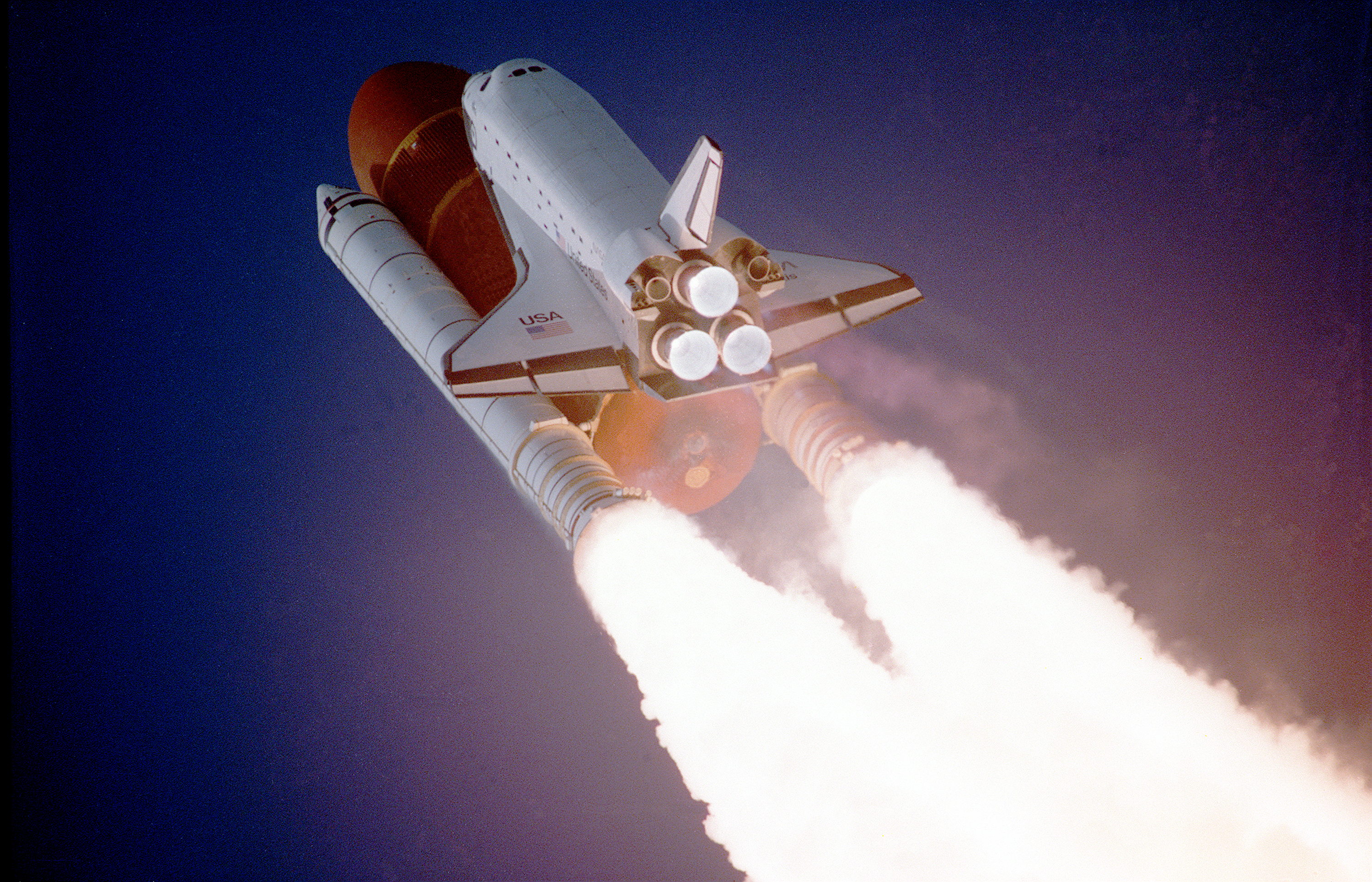
部分再利用TSTOのスペースシャトル

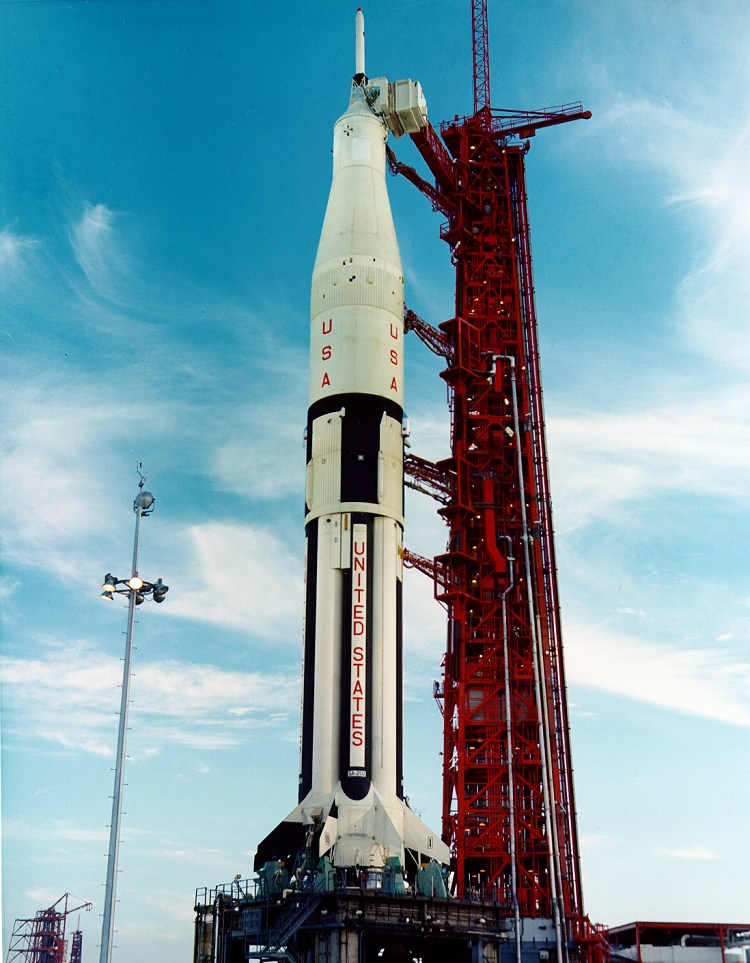
使い捨てTSTOのサターンIB

二段式宇宙輸送機（にだんしきうちゅうゆそうき）は、2段のみで衛星軌道に到達する多段式宇宙機である。two-stage-to-orbit の訳で、TSTOと略す。
一般的なロケットの多くもTSTOであるが、単段式宇宙輸送機 (single-stage-to-orbit, SSTO) と比較する文脈で用いられる語句のため、再使用可能な二段式ロケットを意味することが多い。本稿でも、完全ないし部分再利用型のTSTOについて述べる。なお、3段になる場合は three-stage-to-orbit と呼ばれる。

## SSTOとの比較
TSTOは、完全再使用機を二段構成にすることで、SSTOの技術的難度を緩和することを狙ったコンセプトである。多段式ロケットでは各段の獲得速度の和が最終速度となる。使い捨て宇宙ロケットは全て多段式なのだから、再使用や着陸のためにより多くの装備を必要とする宇宙往還機を単段で実現することはそもそも過大な要求だったとも言え、まず二段式の宇宙往還機を開発しようと考えられたのは自然な流れと言えよう。

### 利点
- 各段の速度増分を小さくできるため、重量や比推力の要求が緩和される。
- 下段は軌道速度からの大気圏突入を行わないため、関連装備を省略できる。
- 大気圏内用エンジンは下段に、大気圏外用エンジンは上段に搭載することで、大気圏内用エンジンを宇宙へ運ぶ無駄をなくすことができる。

### 欠点
- 機体が2機構成となり、整備の手間が倍増する。
- 着陸後、再発進するために、2機を結合する作業が必要になる。
- 下段は衛星軌道に乗らないため、離陸地点から遠く離れた場所に着陸するような飛行計画となった場合には、離陸地点まで戻る面倒が生じる。

## 下段の種類

### ロケット

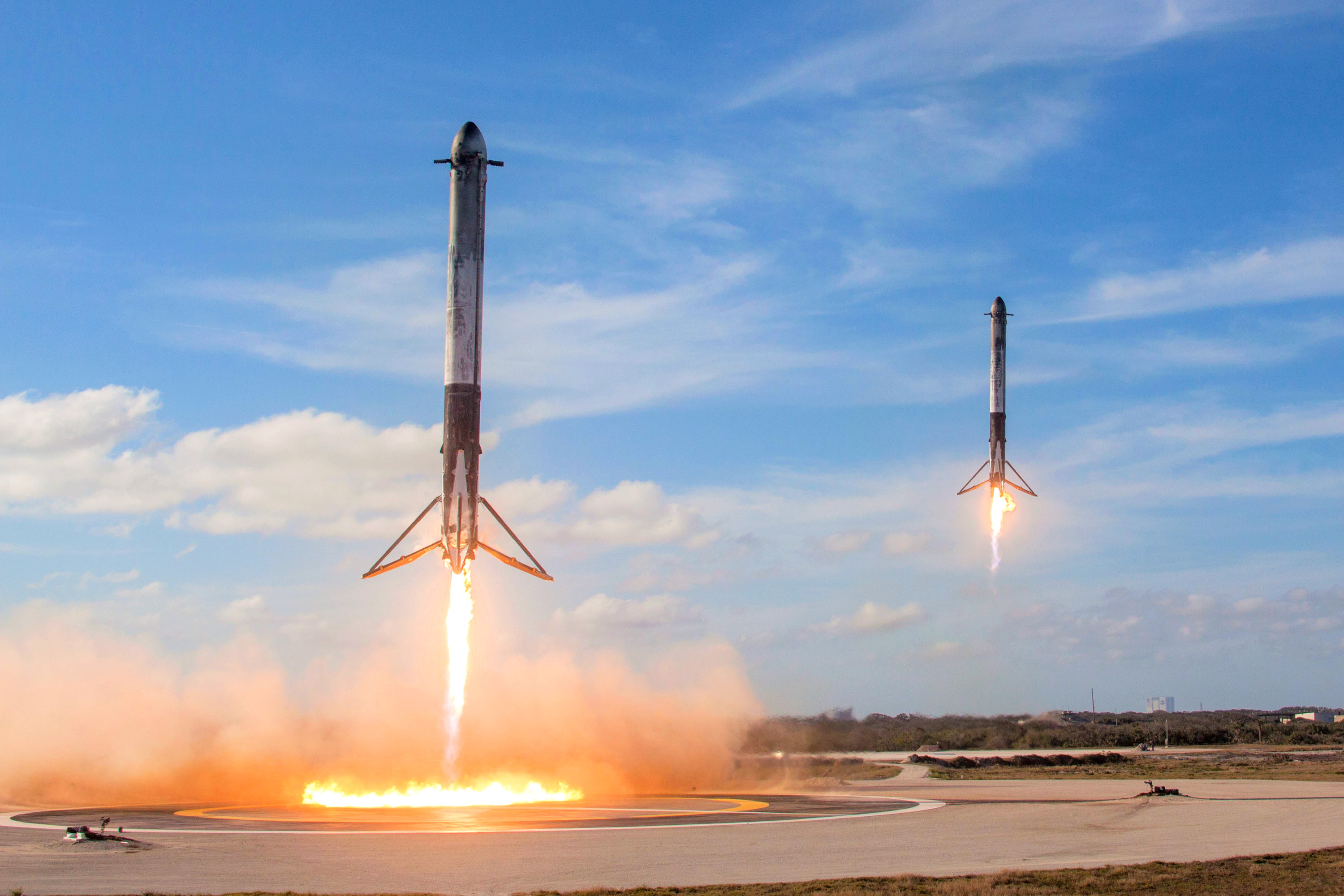
着陸するファルコンヘビーの1段目ロケット

下段として使用したロケットを再使用する構成は、2017年に打ち上げられたファルコン9の32号機より実際に実用化されている。ファルコン9は、液体酸素/RP-1を推進剤としたエンジンを使用しており、下段をエンジンの逆噴射により減速させることで、垂直着陸させる。ファルコン9を3本束ねた超大型ロケットのファルコンヘビーにおいても、同じ構成が取られている。
ファルコン9以前の例としては、アメリカのスペースシャトルも、この形態に近い。すなわち両脇の大きな2本のSRBs（固体ロケットブースター）を「下段」とし、実際は発射時から同時に最大出力で運転されているのであるが、SSME（メインエンジン）を持つオービタは「上段」と見るわけである（シャトルのSRBはパラシュートで着水して再使用される）。スペースシャトルの場合、巨大な外部燃料タンク (ET) が使い捨てのため、完全再利用は実現できていなかった。
下段に液体燃料ロケットを使用してより大きな速度を得ると、上段の必要加速量が減少し、技術的難度が下がる。また、液体燃料は再充填が容易であり、再発進に必要な時間が短縮できる。このため、スペースシャトルの後継機として、NASAでもこのような機体が検討されたことがある。上下段とも水平着陸するもの、上下段とも垂直着陸するものなどが検討された。また、太陽発電衛星の建設を想定した大重量打ち上げ機も検討されたが、当時はいずれも実現には至らなかった。
また、低高度では大推力の可能なケロシンを燃焼し、高高度では高比推力の可能な液体水素に切り替える三液推進系も検討されRD-701エンジンが試験されている。

### 既存ジェット機
大型航空機に上段を搭載し、空中で分離する。このような用途に使える大型の既存ジェット機は亜音速のものに限られるため、下段で達成できる高度や速度は小さく、上段にはSSTOに近い性能が要求される。
かつてイギリスで構想されていたHOTOLと呼ばれるSSTOが、開発を容易にするためAn-225輸送機から空中発射する形態に改められ、TSTO化された（暫定HOTOLと呼ばれた）ことがあったが、後に計画全体が中止された。旧ソビエト連邦でもMAKS・スペースプレーンが構想された。
この構成の利点は、離陸時には単なる「大きな貨物を搭載したジェット輸送機」に過ぎず、通常の空港から離陸できる点である。このため現在は、上段に使い捨てロケットを使用した、低コストの小型衛星打ち上げ機として実用化されつつある。

### 極超音速飛行機
極超音速飛行機を開発し、下段とするものである。下段が大きな速度を獲得しているため、上段の加速は少なく済む。
この構成は、前述した単段式スペースプレーンの問題点である、複数エンジンを順次使用する不合理さを緩和するため、下段にスクラムジェットエンジン、上段にロケットエンジンを搭載したものと考えることができるため、「二段式スペースプレーン」とも呼ばれる。
西ドイツ時代のドイツで、ゼンガーIIという二段式スペースプレーンが構想されていた。この機体の下段に必要な技術を開発するため、スクラムジェットエンジンを搭載した極超音速飛行機の開発が行われたが、ドイツ統一による予算減少などの影響で中止された。ただし、もし継続されていたとしても、スクラムジェットエンジンが2009年現在においても実現していないため、20世紀中の試験機開発は不可能だった。

### ヘリコプター型
多くのTSTOの1段目はVTOLまたはVTOHL航空機として運用される。DC-XはVTOLとして運用できるように設計されている。DH-1のような他の設計概念では"ポップアップ/ポップダウン"アプローチが採られる。約60 km以上で射場へ戻る。DH-1の提案では上段は実質的に'ほぼ単段式宇宙輸送機'でより質量分率が高効率で信頼性が最適化される。

## 上段の種類

### ロケット
下段同様、上段のロケットを再使用する構成も検討されている。下段の再使用を実現したファルコン9では、上段も完全に同じ仕組み（エンジンの逆噴射による垂直着陸）で再使用するコンセプトが公開されているが、上段の場合、下段に比べて速度や熱などの条件が過酷であり技術的難易度が高い事、また実現できたとしても逆噴射用の燃料が性能に与える影響が大きい事から、2018年現在実用化の目途は立っていない。
一方で、ファルコン9を開発するスペースXでは、より大型の二段式ロケットであるスターシップにおいて引き続き上段の再使用を目指している。

## フライバックブースター

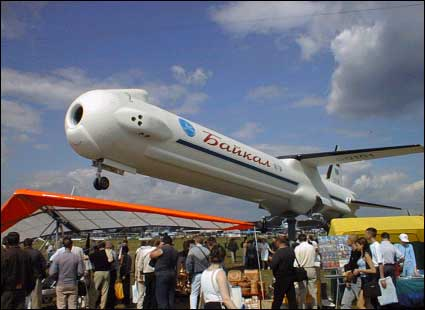
ロシア製フライバックブースターのモックアップ（2001年）

TSTOの上段を使い捨てロケットとし、下段のみを再使用する場合、この下段をフライバックブースターと呼ぶ。フライバックブースターは衛星軌道に乗らないため大気圏再突入の速度が遅く、耐熱などの対策が楽であるため、上段と比べて開発が容易である。上段は既存の使い捨てロケットを流用することで、開発費を低減できる。
フライバックブースターには発射地点付近まで戻ってきたり、水平着陸や垂直着陸が可能な本格的なものも構想されており、前述のファルコン9の下段がこれに当たる。一方で、使い捨ての下段を若干頑丈にしてパラシュートで回収するだけの簡素な構想もあり、スペースシャトルのブースターがこれに該当するが、こちらは固体燃料であるため再使用に相当の費用が掛かり、経済的ではなかったとみられている。
その他、ロシアでは水平着陸可能なフライバックブースターとして、ロケットエンジンとターボジェットエンジンの双方を搭載するものも検討されている。この場合は、上段の分離後にある程度の自律飛行が可能となる。

## 各国の構想

### 日本

#### JAXA
単段式宇宙輸送機#日本 にあるとおり、のちにJAXAの母体となる各前身組織では、それぞれTSTOの基礎技術とも共通する、SSTOの基礎研究がおこなわれていた。これらを組み合わせる形で、TSTOの構想が発表された。
まず、HOPE-Xを大型化したような機体にロケットエンジンと推進剤を搭載したものを開発する。この機体はNASDAのロケットプレーンに類似しているが、ロケットプレーン検討時に判明したとおり軌道速度に達しないため、衛星軌道に乗らずそのまま大気圏に再突入して、滑走路に着陸する。この機体は技術実験機というだけでなく、使い捨てロケットを搭載して衛星を打ち上げることや、準軌道宇宙観光などに使用できるとしている。
次に、ジェットエンジンを搭載した極超音速飛行機を開発する。このエンジンはATREXと呼ばれ、ラム圧縮で高温になった空気を、液体水素を利用した熱交換器で冷却し、水素燃料ターボジェットエンジンに供給する。このためスクラムジェットエンジンとは異なり、最大速度はマッハ5程度にとどまる。この機体に、前述のロケットプレーン型機を背負い式に搭載し、空中発射することで二段式スペースプレーンを実現するというものである。
この構想の鍵を握るのはATREXエンジンの実用化であるが、エンジンを搭載した最初の実験機の開発が2015年前後と考えられていることから、TSTOの開発はそれより後になる。

## 参照
1. ↑  “ロシア、再使用ロケットを開発へ - ソ連時代に生まれた技術が復活”.   マイナビ (2018年6月12日). 2020年6月4日閲覧。